# شارمبا ميتشل
شارمبا ميتشل (بالإنجليزية: Sharmba Mitchell)‏ مواليد 27 أغسطس 1970 في تاكوما بارك، ماريلاند، الولايات المتحدة، هو ملاكم أمريكي يصنف ضمن فئة وزن الوسط.

## إحصائيات
خاض خلال مسيرته 63 نزالا، فاز في 57 وخسر في 6. فاز بالضربة القاضية في 30 نزالا.

## روابط خارجية
- شارمبا ميتشل على موقع بوكس ريك (الإنجليزية) (registration required)